# Маркиз де ла Мота
Маркиз де ла Мота — испанский дворянский титул. Он был создан в 1575 году королем Испании Филиппом II для Родриго де Ульоа.
Название маркиза происходит от названия муниципалитета Мота-дель-Маркес, провинция Вальядолид, автономное сообщество Кастилия и Леон.

## Маркизы де ла Мота
- Родриго де Ульоа, 1-й маркиз де ла Мота, сын Хуана де Ульоа, 3-го сеньора де ла Мота, и Марии Киньонес

1. Супруга — Марианна Пардо Табера, дочь Диего Пардо Таборы, маршала Кастилии, и Марии де Сааведры

- Марианна де Ульоа, 2-я маркиза де ла Мота, дочь предыдущего и Марианны Пардо Таберы

1. Супруг — Педро де Ульоа, 2-й маркиз де ла Мота, сын Хуана де Ульоа, 3-го сеньора де ла Мота, и Марии Киньонес

- Луис де Ульоа и Киньонес (? — 1633), 3-й маркиз де ла Мота, сын Педро де Ульоа, 2-го маркиза де ла Мота, и Марианны де Ульоа

1. Супруга — Франсиска де Суньига Веласко и Арельяно, 7-я графиня де Ньева

- Франсиско Антонио Сильвесте де Ульоа Суньига и Веласко, 4-й маркиз де ла Мота, сын предыдущего

1. Супруга — Анна де Сильва Манрике де ла Серда, дочь Руя Гомеса де Сильвы и Мендосы, 1-го маркиза де ла Элиседы, и Антонии Манрике де ла Серды, 11-й графини де Кастанеда

- Марианна Томаса Бибиана де Ульоа Суньига и Веласко, 5-я маркиза де ла Мота, дочь Луиса де ульоа и Киньонеса, 3-го маркиза де ла Мота, и Франсиски де Суньиги Веласко и Арельяно, 7-й графини де Ньева

1. Супруг — Диего де Карденас Бальда и Сапате, 4-й маркиз де Ауньон

- Хосе Алефо де Карденас (1630—1665), 6-й маркиз де ла Мота, старший сын предыдущей

1. Супруга — Инес де Кастро Кабрера и Бобадилья, 2-я маркиза де Сан-Мартин-де-ла-Вега

- Франсиска де Карденас Кабрера и Бобадилья (1660—1669), 7-я маркиза де ла Мота, дочь предыдущего и Инес де Кастро Кабреры и Бобадилья, 2-й маркизы де Сан-Мартин-де-ла-Вега

- Лоренсо Антонио де Карденас Ульоа и Суньига (1636—1706), 8-й маркиз де ла Мота, сын Хосефа Алехо Антонио де Карденас Ульоа и Суньига, 5-го маркиза да Ауньон, и Инес де Кастро Кабреры и Бобадильи

1. Супруга — Франсиска Сааведра
2. Супруга — Мария Микаэла де Бракамонте и Аларкан
3. Супруга — Франсиска Портокарреро и Лейва

- Инес Франсиска де Суньига и Фонсека (? — 1710), 9-я маркиза де ла Мота, дочь Фернандо Антонио де Айялы Фонсеки и Толедо, 3-го графа де Айяла, и Исабель де Суньиги и Фонсеки, 1-й маркизы де Тарасона, дочь Фернандо Антонио де Айялы Фонсеки и Толедо, 3-го графа де Айяла, и Исабель де Суньиги и Фонсеки, 1-й маркизы де Тарасона

1. Супруг — Хуан Доминго де Аро и Гусман, граф де Монтеррей, вице-король Каталонии

- Исабель Роза де Айяла Толедо и Фахардо де Мендоса (1660—1717), 10-я маркиза де ла Мота, дочь Фернандо Антонио де Айялы Фонсеки и Толедо, 3-й графа де Айяла, и Каталины Фахардо и Манрике де Мендосы, 3-й маркизы де Сан-Леонардо

1. Супруг — Фернандо Хоакин Фахардо де Португаль, 6-й маркиз де Лос-Велес
2. Супруг — Хоакин де Суньига Чавес Чакон Авельянеда и Базан, 9-й граф де Миранда, 9-й герцог де Пеньяранда-де-Дуэро

- Тереза Марианна де Айяла Толедо и Фахардо де Мендоса (ок. 1650—1714), 11-я маркиза де ла Мота, 4-я маркиза де Сан-Леонардо, дочь Фернандо Антонио де Айялы Фонсеки и Толедо, 3-й графа де Айяла, и Каталины Фахардо и Манрике де Мендосы, 3-й маркизы де Сан-Леонардо

1. Супруг — Педро Колон де Португаль и Айяла (1651—1710), 11-й маркиз де ла Мота и 7-й герцог де Верагуа

- Каталина Вентура де колон и Португаль и Айяла (1690—1739), 12-я маркиза де ла Мота, дочь предыдущей

1. Супруг — Франсиско де Толедо, граф де Вильяда
2. Супруг — Джеймс Фрэнсис Фитц-Джеймс Стюарт, 2-й герцог де Бервик (1696—1738)

- Хакобо Франсиско Эдуардо Фитц-Джеймс Стюарт и Колон де Португаль (1718—1785), 13-й маркиз де ла Мота, 3-й герцог де Бервик, 10-й герцог де Верагуа

1. Супруга — Мария Тереза де Сильва и Альварес де Толедо (1716—1790), дочь Мануэля Марии де Сильвы Мендосы и Толедо, 10-го графа де Гальве, и Марии Терезы Альварес де Толедо и Аро, 11-й герцогини де Альба

- Карлос Бернардо Фитц-Джеймс Стюарт и Сильва (1752—1787), 14-й маркиз де ла Мота, 4-й герцог де Бервик и 4-й герцог де Лирия-и-Херика

1. Супруга — принцесса Каролина цу Штольберг-Гедерн[исп.] (1755—1828)

- Хакобо Фелипе Карлос Фитц-Джеймс Стюарт[исп.] (1773—1794), 15-й маркиз де ла Мота, 5-й герцог де Бервик и 5-й герцог де Лирия-и-Херика, единственный сын предыдущего

1. Супруга — Мария Тереза де Сильва Фернандес де Ихар и де Палафокс[исп.] (1772—1818), дочь Педро де Алькантары де Сильвы Фернандеса де Ихара (1741—1808), 9-го герцога де Ихара, и Рафаэлы де Палафокс и Крой д’Авре (1748—1777)

- Хакобо Фитц-Джеймс Стюарт и Сильва[исп.] (1792—1795), 16-й маркиз де ла Мота, 6-й герцог де Бервик, 6-й герцог де Лирия-и-Херика, старший сын предыдущего

- Карлос Мигель Фитц-Джеймс Стюарт и Сильва (1794—1835), 17-й маркиз де ла Мота, 7-й герцог де Бервик, 7-й герцог де Лирия-и-Херика, 14-й герцог де Альба, 12-й герцог де Уэскар, младший брат предыдущего

1. Супруга — Розалия Вентимилья ди Граммонте и Монкада (1798—1868), дочь Луиджи де Вентимильи, 2-го принца ди Граммонте, и Леонор де Монкады

- Хакобо Фитц-Джеймс Стюарт и Вентимилья (1821—1881), 18-й маркиз де ла Мота, 15-й герцог де Альба, 8-й герцог де Бервик и 8-й герцог де Лирия-и-Херика, старший сын предыдущего

1. Супруга — Мария Франсиска де Палафокс и Портокарреро и Киркпатрик (1825—1860), 12-я герцогиня де Пеньяранда-де-Дуэро, дочь Киприано де Палафокса и Портокарреро (1784—1839), графа де Тебо и де Монтихо, и Марии Мануэлы Киркпатрик (1794—1879).

- Карлос Мария Фитц-Джеймс Стюарт и Портокарреро (1849—1901), 19-й маркиз де ла Мота, 16-й герцог де Альба, 9-й герцог де Бервик и 9-й герцог де Лерия-и-Херика, единственный сын предыдущего

1. Супруга — Мария дель Росарио Фалько и Осорио (1854—1904), 22-я графиня де Сируэла, дочь Мануэля паскуаля Луиса Карлоса Феликса Фортунато Фалько, 14-го маркиза де Альмонасира, и Марии дель Пилар, 3-й герцогине Фернан Нуньес

- Хакобо Фитц-Джеймс Стюарт и Фалько (1878—1953), 20-й маркиз де ла Мота, 17-й герцог де Альба, 10-й герцог де Бервик, старший сын предыдущего

1. Супруга — Мария дель Росарио де Сильва и Гуртубай[исп.] (1900—1934), дочь Альфонсо де Сильвы и Фернандеса де Кордовы (1877—1955), 16-го герцога де Альяга, и Марии дель Росарио Гуртубай (1879—1948)

- Мария дель Росарио Фитц-Джеймс Стюарт и Сильва (1926—2014), 21-я маркиза де ла Мота, 18-я герцогиня де Альба, 11-я герцогиня де Бервик, единственная дочь предыдущего

1. Супруг с 1947 года Луис Мартинес де Ирухо и Артаскос (1919—1972)
2. Супруг с 1978 года Хесус Агирре и Ортис де Сапате (1934—2001)
3. Супруг с 2011 года Альфонсо Диес Карабантес (род. 1950)

- Карлос Фитц-Джеймс Стюарт и Мартинес де Ирухо (род. 1948), 22-й маркиз де ла Мота, 19-й герцог де Альба. Старший сын предыдущей и Луиса Мартинеса де Ирухо и Артаскоса (1919—1972).

1. Супруга с 1988 года Матильда де Солис-Бомон и Мартинес-Кампос (род. 1963), развод в 2004 году.